# مقاطعة جاركورغان
مقاطعة جاركورغان (بالأوزبكية: Jarqoʻrgʻon tumani)‏‎ هي تقسيم إداري أوزبكي ضمن ولاية صرخنداريا.
عاصمة المقاطعة هي مدينة جاركورغان.
كانت المقاطعة تضم مدينة واحدة هي جاركورغان وبلدة واحدة هي كاكايدي وبضعة قرى، هذا التقسيم تعرض للتحديث سنة 2009 وأضيفت بلدات وقرى.